# Famille Nostitz
Pour les articles homonymes, voir Nostitz.
La famille Nostitz (en tchèque : Nostic) est une famille de noblesse d'extraction originaire de Haute-Lusace dont l'origine remonte à 1280, qui s'est diversifiée en Silésie, en Bohême et en Pologne au XVe siècle. 

## Histoire
Johann Hartwig von Nostitz-Rieneck (1610–1683), élevé au rang de comte bohème en 1646 et au rang de comte du Saint-Empire en 1651, acquit en 1673 le comté de Rieneck en Basse-Franconie, et devint le fondateur de la branche Nostitz-Rieneck, qui jouera également un rôle important en Bohême.
Après la seconde Guerre mondiale, sous prétexte d'une prétendue collaboration avec l'occupant nazi, les Nostitz-Rienheck sont expulsés de Tchéquie vers l'Autriche et leurs biens confisqués, en particulier le château de Sokolov.

## Personnalités
- Franz Anton von Nostitz-Rieneck est musicien et mécène. Il finance la construction du  théâtre Nostitz, aujourd'hui connu comme le Théâtre des États de Prague, où a eu lieu la première du Don Giovanni de Mozart, grâce à son soutien financier.
- Jean Népomucène von Nostitz-Rieneck (1768-1840) commandat une division de cavalerie dans l'armée impériale au cours des guerres napoléoniennes. En 1784 il se mit au service de la maison de Habsbourg-Lorraine et combattit au cours de la guerre austro-turque. Il s'illustra au cours de la campagne des Flandres et fut blessé à Tourcoing en 1794. Il démissionna de l'armée à la fin de l'année 1796 puis reprit du service comme officier général à la fin de l'année 1800. En 1805 il commandait une brigade à Dürrenstein, Schöngrabern, et Austerlitz. En 1809 il combattit à Aspern-Essling et commandait une division de cavalerie à Wagram. En 1813, il servit à Dresde et commandait une division de cuirassiers lors de la bataille de Leipzig (1813). L'année suivante il combattit à Arcis-sur-Aube et La Fère-Champenoise. Il devint colonel d'un régiment de cavalerie légère de 1814 à sa mort en 1840.
- Grigori Ivanovitch Nostitz, major-général russe en 1913, ancien attaché militaire à Berlin puis Paris, chef de l'état-major du Corps de la garde impériale, représentant du tsar Nicolas II auprès des alliés en 1917. Propriétaire de la célèbre villa « Sanchis » à Biarritz, où il est mort en 1926.

## Châteaux et demeures
- Château de Sokolov